# كونترا (سلسلة)
كونترا (بالإنجليزية:Contra) (باليابانية:魂斗羅)، هي سلسلة ألعاب فيديو أنتجتها شركة كونامي وتتألف أساسًا من ألعاب الرماية بالركض والأسلحة النارية. ظهرت السلسلة لأول مرة في عام 1987 باعتبارها لعبة أركيد تعمل بقطع النقود المعدنية بعنوان كونترا
والتي تبعها إصدار سوبر كونترا في عام 1988 والعديد من الأجزاء التي تم إنتاجها لمختلف المنصات المنزلية.
تم إصدار نسخة الآركيد من كونترا في فبراير 1987 ، بعد أشهر قليلة من الإعلان عن قضية إيران كونترا. في حين أنه من غير الواضح ما إذا كانت اللعبة قد تم تسميتها عمدًا على اسم متمردي كونترا النيكاراغويين، فإن الموضوع الختامي للعبة الأصلية كان بعنوان «ساندينيستا» (サ ン デ ィ ニ ス タ ، Sandinisuta)، بعد خصوم الكونترا الواقعية.

## إصدارات اللعبة
من أشهر إصدارات اللعبة:
- كونترا (نينتندو إنترتينمنت سيستم، 1987)
- سوبر كونترا (نينتندو إنترتينمنت سيستم، 1988)
- أوبريشن سي (غيم بوي، 1991)
- كونترا III: حروب التحالف (سوبر نينتندو، 1992)
- كونترا فورس (نينتندو إنترتينمنت سيستم، 1992)
- كونترا: هارد كوربز (ميجا درايف، 1994)
- كونترا: لاغاسي أوف وار (بلايستيشن وساترن، 1996)
- سي - ذا كونترا أدفيتشر (بلاي ستيشن، 1998)
- كونترا: الجندي المهشم (بلاي ستيشن 2، 2002)
- نيو كونترا (بلايستيشن 2، 2004)
- كونترا 4 (نينتندو دي إس، 2007)
- كونترا ريبرث (وي (وي واير)، 2009)
- هارد كروبز: الثورة (إكس بوكس 360 وبلايستيشن 3، 2011)
- كونترا: روج كروبس (بلايستيشن 4 وإكس بوكس ون، 2019)

## نظام اللعب
غالبية ألعاب السلسلة عبارة عن لعبة إطلاق نار من جانب التمرير الجانبي حيث يتحكم اللاعب في كوماندو يجب أن يقاتل جميع أنواع الوحوش خارج الأرض وأنواع أخرى من التهديدات المستقبلية. بالإضافة إلى مراحل التمرير الجانبي، تتميز لعبة كونترا الأصلية (من بين أمور أخرى) أيضًا بمستويات «منظور ثلاثي الأبعاد زائف» حيث يجب على اللاعب التحرك نحو الخلفية من أجل التقدم، بينما العناوين اللاحقة، مثل سوبر كونترا وكونترا III تتميز بمراحل علوية أيضًا. فقط أقساط Appaloosa المطورة في السلسلة، كونترا: لاغاسي أوف وار وسي - ذا كونترا أدفيتشر، بالإضافة إلى نيو كونترا، انحرفت عن السلسلة بشكل أساسي منظور التمرير الجانبي (على الرغم من أن سي ذا كونترا أدفنشر تتميز بمرحلتين من التمرير الجانبي). كونترا: الجندي المهشم، مع الحفاظ على منظور العرض الجانبي للألعاب ثنائية الأبعاد، يتميز برسومات ثلاثية الأبعاد متعددة الأضلاع بالكامل. تقريبًا كل لعبة في السلسلة، مع استثناءات قليلة (مثل إصدار MSX2 من كونترا أو سي - ذا كونترا أدفيتشر أو أوبريشن سي، والتي كانت لاعبًا واحدًا فقط)، تسمح للاعبين بلعب اللعبة في وقت واحد.
مقويات القوة الرئيسية في السلسلة هي أيقونات أحرف على شكل صقر والتي ستحل محل السلاح الافتراضي للاعب بسلاح جديد، مثل Laser Gun أو Spread Gun. هناك أيضًا شكا من السلطة التي هي في الواقع عناصر مساعدة مثل الحاجز (الذي يوفر مناعة مؤقتة) أو الرصاص السريع (الذي يزيد من سرعة إطلاق السلاح الحالي للاعب) في كونترا الأصلي، وكذلك أسلحة مثل Mega Shell في إصدار الآركيد من Super Contra and the Bombs في Contra III وكونترا: هارد كوربز، والتي تُستخدم لتدمير جميع الأعداء على الشاشة. استخدمت نسخة الممرات الأصلية من كونترا أيقونات الصقر لجميع أسلحتها باستثناء مسدس الليزر وسلاح كرة النار، بينما في نسخة الممرات من سوبر كونترا، لم يتم استخدام أي أيقونات فالكون. كونترا: الجندي المهشم ونيو كونترا كلاهما يحيدان عن هذا التقليد من خلال تعيين تكوينات الأسلحة بدلاً من ذلك.
معظم ألعاب كونترا تجعل اللاعب يبدأ اللعبة بعدد محدد من الأرواح (ثلاثة في معظم ألعاب وحدة التحكم). إذا تعرض اللاعب للضرب مرة واحدة، فسيخسر حياته مع أي سلاح يمتلكه حاليًا في بعض الألعاب. لهذا السبب، تشتهر سلسلة كونترا بكونها صعبة للغاية. حتى في إصدارات الآركيد الأصلية، فإن معظم الألعاب تمنح فقط فرصًا محدودة للمتابعة قبل إجبار اللاعب على البدء من جديد. عادةً ما يتم الحصول على حياة إضافية في معظم الألعاب عندما يصل اللاعب إلى درجات معينة. استخدم إصدار نينتندو إنترتينمنت سيستم من كونترا الأصلية كود كونامي (ظهر سابقًا في إصدار نينتندو إنترتينمنت سيستم من Gradius) لبدء اللعبة بثلاثين حياة بدلاً من الثلاثة المعتادة. أظهرت معظم ألعاب وحدة التحكم اللاحقة في السلسلة رموز الحياة الإضافية هذه فقط في إصداراتها اليابانية، مثل كونترا سبيرتس (النسخة اليابانية من كونترا III) وكونترا: هارد كوربز.[بحاجة لمصدر]